# Sackkarre

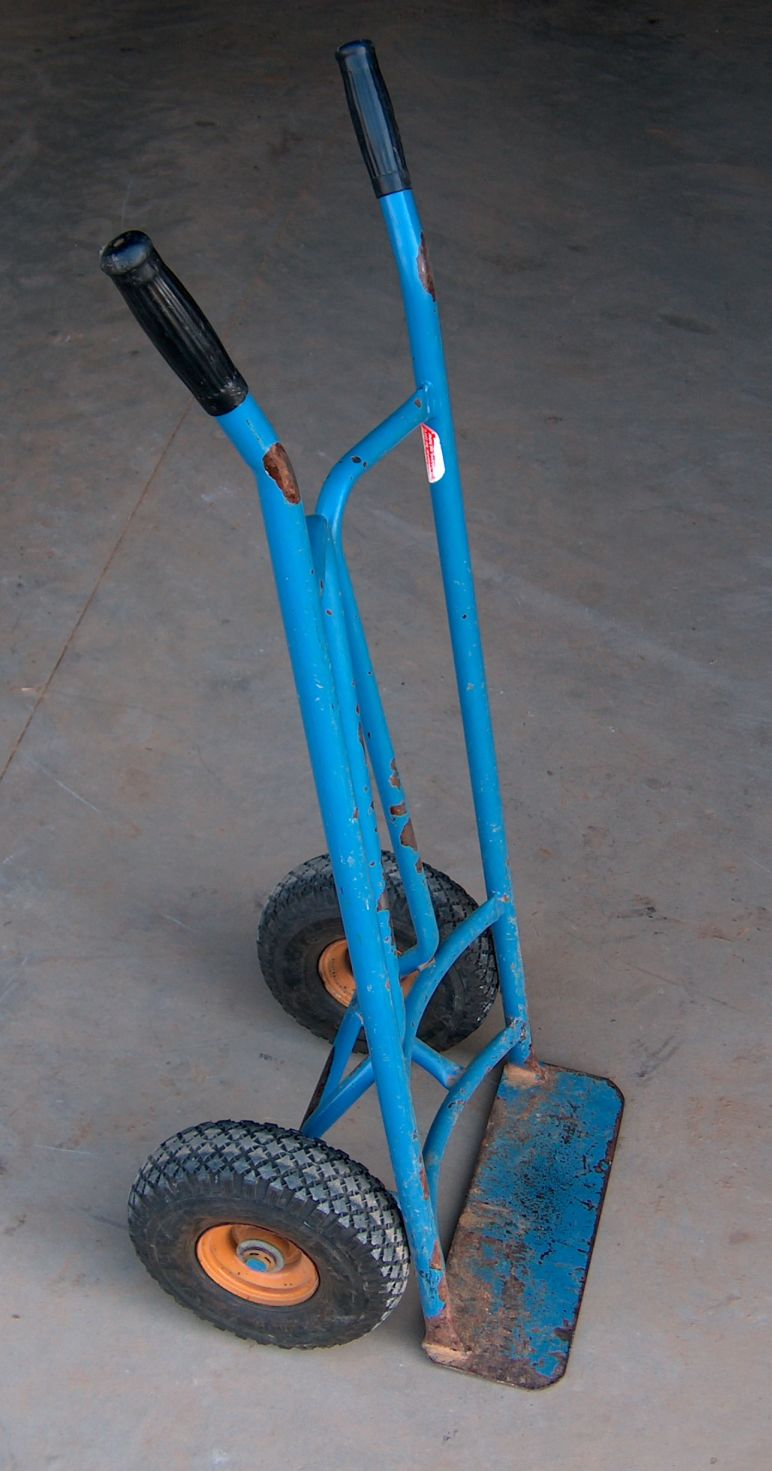
Klassische Sackkarre, 95–100° Winkel zwischen Schaufel und Schienen

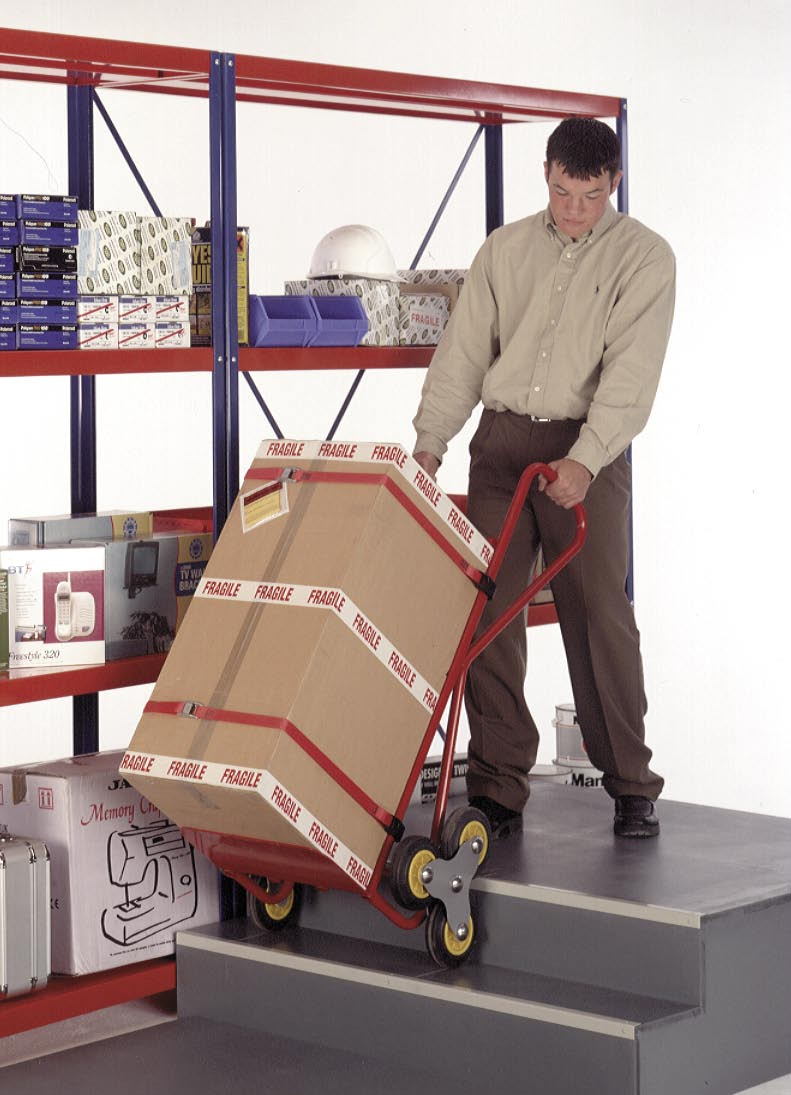
Sackkarre mit Sternrädern

Die Sackkarre, der Sackkarren oder die Stechkarre, in der Schweiz Sackrolli, in Österreich Sackrodel, Bierrodel oder meist einfach Rodel genannt, ist eine zweirädrige Karre zur Beförderung von Lasten. Die Radnabe ist mechanisch zugleich Hebeldrehpunkt.
Neben dem namensgebenden Transport von Säcken können, je nach Ausführung der Karre, Gegenstände verschiedener Art wie Pakete oder Getränkekisten bewegt werden. Dem vorgesehenen Verwendungszweck entsprechend, unterscheiden sich die Karren in Länge und Form des Auflagewinkels (auch Lastaufnahmemittel, Schaufel, Schüppe oder Plattform genannt). Der Auflagewinkel kann klappbar sein. Moderne Sackkarren sind vollgummi- oder luftbereift. Frühere Karren hatten gusseiserne Räder. Zum Transport schwerer Gegenstände wie Waschmaschinen über Treppen gibt es Karren (Treppensteiger) mit Sternrädern (meistens drei, selten fünf Räder), die auf den Treppenstufen abrollen, auch mit Elektroantrieb und einem speziellen Steigmechanismus.
Die Rahmen der meisten Karren bestehen aus Stahlrohr, Aluminium oder Edelstahl. In seltenen Fällen gibt es auch noch Holzrahmen. Bei manchen Modellen ist auf der rückwärtigen Seite parallel zum vorderen Gestänge rechts und links je ein weiteres Rohr so angeschweißt, dass die Sackkarre eine waagrechte Fläche bildet, wenn sie so weit nach hinten gekippt wird, dass sie auf dem Boden aufliegt.
Seit Anfang der 1990er Jahre existieren zusammenklappbare Sackkarren.
Sackkarren werden je nach Konstruktion, Kontur und Schwerpunkt der Beladung, Sicht, Steigung, Tempo oder zu überwindender Distanz geschoben oder auch gezogen.
Harte Vollgummibereifung rollt auf glattem, ebenem Boden am leichtesten. Luftbereifung dämpft den Stoß beim Überwinden kleinerer oder auch größerer Stufen, doch führt zu Schwingungen um die Längsachse insbesondere bei Fahrt in Schieberichtung. Pannensichere (weil stichunempfindliche) PU-Schaumreifen können standardmäßig montiert sein oder sind in Luftreifendimensionen zum Nachrüsten erhältlich.
Der Begriff Rodel kommt von zwei Schienen, die z. B. an einer Treppenstufe aufliegen, wenn die beladene Karre in Richtung der Schubgriffe gekippt wird. Die geradlinigen Rodelschienen aus Stahlrohr sind mitunter mit einem Kunststoffüberzug versehen, um – handgeführt – leichter und schonender eine Treppe hinauf oder hinunter zu gleiten. Sie ermöglichen u. U. auch das sichere Abstellen der Rodel samt dem Ladegut.
Sackkarren für quaderförmige Schachteln und Kunststoffboxen weisen im Gegensatz zu den eigentlichen Sackkarren für Säcke einen 90°-Winkel zwischen Schaufel und Schienen auf. Um einen Stapel Getränkekisten oder Ähnliches aufzunehmen, wird der Stapel oben mit einer Hand von der Rodel weggekippt oder zumindest an der Kante entlastet, an der dann die Karrenschaufel typisch mit einem Stoß mit dem Fuß auf die Radachse unter den Boxenstapel gestoßen wird.
Für große Lasten sind Schaufeln aus etwa 2–3 mm dickem Stahlblech mit meist trapezförmigem Grundriss (um an der Wurzel ausreichend steif zu werden) höchstens 25 cm lang, solche aus Aluguss haben typisch eine von 2 auf 6 mm verlaufende Dicke und ebenfalls bis 25 cm Tiefe (Länge). Für besonders leichte Schachteln oder anderes voluminöses Ladegut, etwa Rollen von Glaswolle, werden Schaufeln aus dünnwandigem Stahlrohr mit 50 cm Länge und mehr angeboten.